# حزب السلامة الوطني

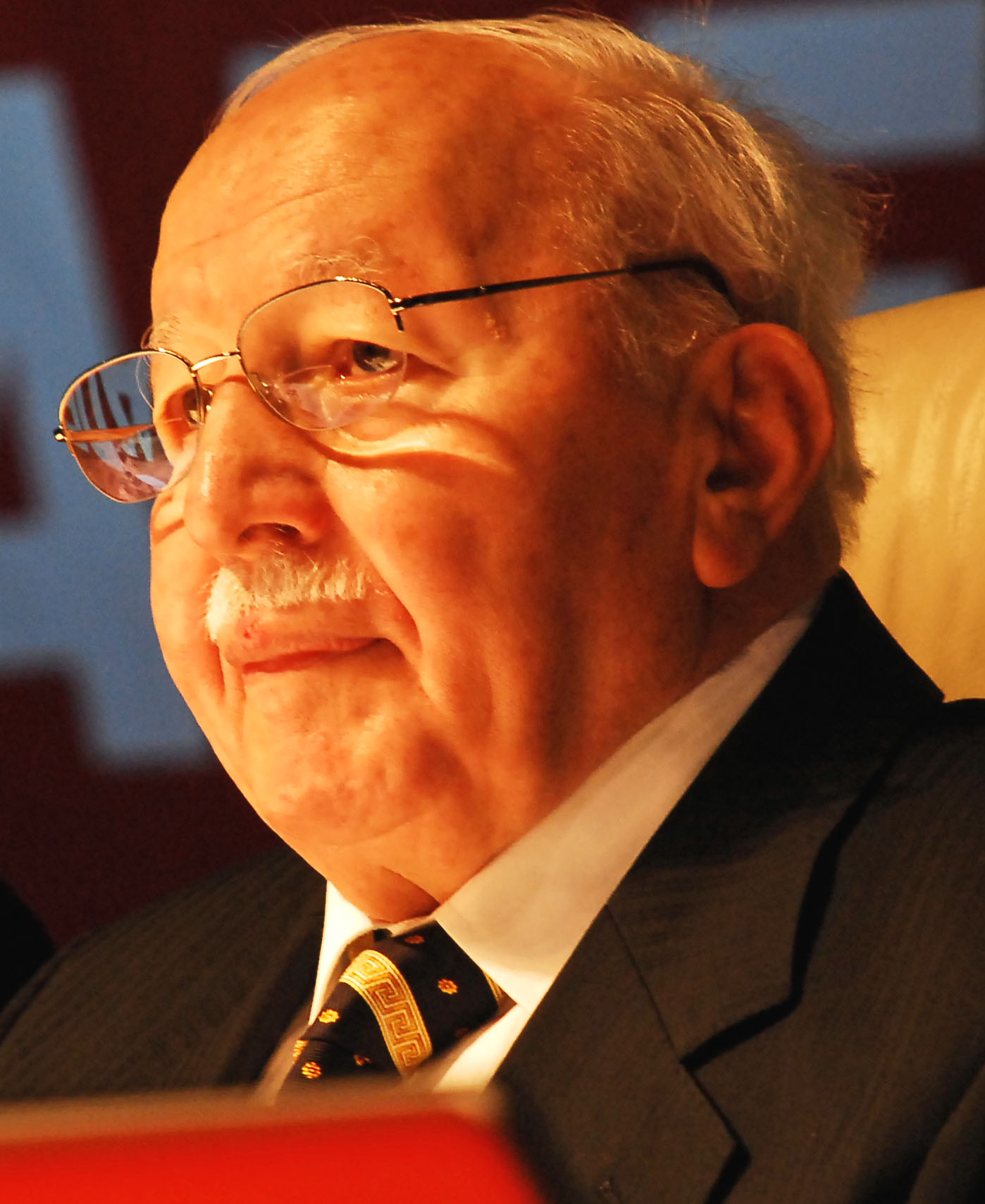
أعاد حزب السلامة الوطني برئاسة نجم الدين أربكان، فتح مدارس إمام خطيب الثانوية عام 1974م وأعطى لهم حق الالتحاق بالجامعة، وحصلت الإناث على حق الالتحاق بمدارس إمام خطيب الثانوية.

حزب السلامة الوطني (بالتركية: Millî Selâmet Partisi)‏ واختصاره (MSP)، هو حزب سياسي إسلامي في تركيا أسسه نجم الدين أربكان في 11 أكتوبر 1972م بديلًا «لحزب النظام الوطني» (بالتركية: Millî Nizam Partisi)‏ واختصاره (MNP)، الذي حظر لتوجهاته الإسلامية في تركيا العلمانية.
نما حزب السلامة الوطني الحزب وازدادت شعبيته في تركيا، حتى أغلقه انقلاب 12 سبتمبر العسكرى في تركيا عام 1980م، فخلفه «حزب الرفاه» الذي تأسس عام 1983م.

## تاريخ الحزب
- في انتخابات عام 1973م حصل الحزب على 11.8 ٪ من الأصوات وحصد 48 مقعدا في البرلمان التركي.
- في عام 1977م حصل على 8.56 ٪ من الأصوات الانتخابية وحصد 24 مقعدا برلمانياً.[1]
- في عام 1974م، شكل حزب السلامة الوطني حكومة ائتلافية مع حزب الشعب الجمهوري العلماني (CHP) الذي كان يرأسه بولند أجاويد.
- في عام 1980م، تم إغلاق حزب السلامة الوطني بعد الانقلاب العسكري في ذلك العام.[2]
- بعد أن أغلق الانقلاب العسكري حزب السلامة الوطني عام 1980م، خلفه «حزب الرفاه» الذي أسسه أيضاً البروفسير نجم الدين أربكان وزملائه عام 1983م.

## جريدة الحزب
كانت صحيفة «مِلِّلي غازيت» (بالتركية: Millî Gazete)‏ ومعناها: «الصحيفة الوطنية»، التي تم إطلاقها في 12 يناير 1973م، هي الصحيفة اليومية شبه الرسمية للحزب.

## منظمة شباب الحزب
كانت «الرابطة الوطنية التركية للطلاب» (بالتركية: Millî Türk Talebe Birliği)‏ واختصارها: (MTTB) هي منظمة شباب الحزب.